# پرچم ادمونتون
پرچم ادمونتون در ۱۲ دسامبر ۱۹۶۶ پذیرفته شد.